# Municipio de Mott (Dakota del Norte)
El municipio de Mott (en inglés: Mott Township) es un municipio ubicado en el condado de Hettinger en el estado estadounidense de Dakota del Norte. En el año 2010 tenía una población de 60 habitantes y una densidad poblacional de 0,66 personas por km².

## Geografía
El municipio de Mott se encuentra ubicado en las coordenadas 46°25′18″N 102°22′14″O / 46.42167, -102.37056. Según la Oficina del Censo de los Estados Unidos, el municipio tiene una superficie total de 91.35 km², de la cual 91,17 km² corresponden a tierra firme y (0,19 %) 0,18 km² es agua.

## Demografía
Según el censo de 2010, había 60 personas residiendo en el municipio de Mott. La densidad de población era de 0,66 hab./km². De los 60 habitantes, el municipio de Mott estaba compuesto por el 100 % blancos. Del total de la población el 0 % eran hispanos o latinos de cualquier raza.